# Speelduur
De speelduur is de totale tijd van een evenement.
Het begrip wordt in diverse contexten gebruikt, zoals:
- Films
- Toneelvoorstellingen
- Grammofoonplaten, cd's, dvd's, video's
- Sportwedstrijden
- Spellen
- Muziekwerken

Op opnamemedia is de speelduur vaak gelimiteerd door de beperkte opslagruimte. Zo kon vroeger op een langspeelplaat slechts circa 15 minuten muziek geperst worden, en op een normale muziek-cd past hooguit circa 80 minuten muziek. Oude videobanden stonden hooguit 3 uur film toe. In modernere media zoals multi-layer dvd's of harde schijven past veel meer informatie, dus kunnen er in principe ook media met langere speelduur op worden vastgelegd.
De speelduur in bijvoorbeeld voetbalwedstrijden is vaak gebonden aan spelregels. Een doorsnee wedstrijd duurt dan 90 minuten zonder verlenging, maar voor bijvoorbeeld kinderen wordt de speelduur vaak verkort tot 30 of 60 minuten.
Extreme speelduur komt voor in sommige spellen, zoals Monopoly of Risk, zeker wanneer de spelers ongeveer gelijke winkansen overhouden. In schaken en dammen wordt de speelduur gereguleerd middels een wedstrijdklok.
Sommige muziekwerken hebben een extreem lange speelduur, zoals opera's van Richard Wagner.